# Rio Cucioaia
O Rio Cucioaia é um rio da Romênia, afluente do Negraşu, localizado no distrito de Prahova.